# Albergo Genazzini Metropole
L'Albergo Genazzini Metropole è uno storico albergo di lusso di Bellagio sul lago di Como in Lombardia.

## Storia
L'albergo, consideraro il più antico di Bellagio, prese il posto di una più antica osteria (che nel 1721 risultava già essere presente sulle rive dal lago) la cui proprietà venne acquistata nel 1788 da Abbondio Genazzini. Nei decenni seguenti vari interventi di espansione e abbellimento permisero la trasformazione dell'osteria in un vero albergo.
Nel 1900 l'albergo subì un'ulteriore trasformazione significativa, che portò all'aggiunta di un piano quasi raddoppiando la sua capacità di accoglienza e facendo così assumere all'edificio il suo aspetto attuale. Questa opera di ristrutturazione coincise con un importante intervento urbanistico che coinvolse l'intera città di Bellagio, vale a dire l'interramento del vecchio porto che costeggiava i portici.

## Descrizione
L'edificio, situato sul lungolago di Bellagio, è costituito da un parallelepipedo sviluppato su cinque livelli.